# Villarrobledo
Villarrobledo (spanskt uttal: [biʎaroˈβleðo]) är en stad och kommun i provinsen Albacete i den autonoma regionen Kastilien-La Mancha i sydöstra Spanien. Staden ligger cirka 71,5 kilometer nordväst om Albacete. Kommunen har 25 262 invånare (2024), på en yta av 862,39 km².